# Хромченков, Георгий Алексеевич
Георгий Алексеевич Хромченков (15 марта 1950, Колпино, Ленинградская область, РСФСР, СССР- 12 сентября 2024) — советский футболист, нападающий. Мастер спорта СССР (1973).

## Биография
Воспитанник Пушкинской ДЮСШ. В 1969 был зачислен в основной состав ленинградского «Зенита».
В 1972 в течение всего сезона боролся за первенство среди бомбардиров с Олегом Блохиным, уступив ему только в последних турах. По итогам сезона был включён в список 33 лучших футболистов сезона в СССР под 3 номером. В 1973 получил травму, после которой стал забивать гораздо реже.
Всего в высшей лиге чемпионата СССР в 1969—1976 годах провёл 8 сезонов, сыграл 140 матчей и забил 28 голов.
В 1977—1979 годах выступал в первой лиге за ленинградское «Динамо». Карьеру закончил в клубе второй лиги «Строитель» Череповец в 1980—1982 годах.
С 2011 по 2017 год работал тренером в СДЮШОР-1 Московского района Санкт-Петербурга «Московская Застава».
Умер 12 сентября 2024 года. Похоронен на городском кладбище города Колпино.